# Tjärnmyrtjärnen (Lycksele socken, Lappland)
Tjärnmyrtjärnen är en sjö i Lycksele kommun i Lappland och ingår i Öreälvens huvudavrinningsområde. Sjön har en area på 0,0502 kvadratkilometer och ligger 341 meter över havet.

## Delavrinningsområde
Tjärnmyrtjärnen ingår i det delavrinningsområde (716008-162741) som SMHI kallar för Mynnar i Öreälven. Medelhöjden är 318 meter över havet och ytan är 20,21 kvadratkilometer. Räknas de 2 avrinningsområdena uppströms in blir den ackumulerade arean 36,69 kvadratkilometer. Vårträskbäcken som avvattnar avrinningsområdet har biflödesordning 2, vilket innebär att vattnet flödar genom totalt 2 vattendrag innan det når havet efter 168 kilometer. Avrinningsområdet består mestadels av skog (77 procent) och sankmarker (18 procent). Avrinningsområdet har 0,3 kvadratkilometer vattenytor vilket ger det en sjöprocent på 1,5 procent.